# Romániai ukránok
Az ukránok (ukránul Українці, románul ucraineni) a harmadik legnépesebb nemzeti kisebbség Romániában. A 2011-es népszámlálás szerint 51 703 ukrán élt az országban, azaz a teljes lakosság 0,3%-át tették ki.  A 2021-es népszámlálás során 45 835 fő vallotta magát ukránnak (0,24%) és 40 861 nyilatkozta azt, hogy az anyanyelve ukrán, további 834 fő ruszinnak, 594 fő ruszin anyanyelvűnek valotta magát. Az ukránok azt állítják, hogy a számuk valójában 250 000–300 000 között van.
Az ukránok többsége Románia északi részén él, az ukrán határhoz közeli területeken. A romániai ukránok több mint 60%-a (31 324 fő Máramaros megyében él, ahol az összlakosság 6,77%-át teszik ki. Nagyobb számú ukrán él még Suceava ((5698 fő), Temes (5953), Krassó-Szörény (2600), Szatmár (1397), Tulcea (1317) és Arad (1295) megyékben. Ukrán többségű települések Máramarosban Petrovabisztra, Nagybocskó, Ruszpolyána, Pálosremete, Oroszkő, Felsőróna és Ruszkova, Suceava megyében Laudonfalva, Izvoarele Sucevei és Ulma), Temes megyében Csukás valamint Krassó-Szörény megyében  Ruténtelep. A 2002-es népszámlálás szerint az ukránok 79%-a ortodox, 10%-a pünkösdista, 2,8%-a görögkatolikus, 2,1%-a hetednapi adventista, 1,2%-a óhitű ortodox, 2,9%-uk pedig egyéb vallásúként határozta meg magát.
A romániai ukránok másik csoportja Dobrudzsában, a Duna-delta vidékén lakik. Ők az orosz uralom elől a 18. században elmenekült zaporizzsjai kozákok leszármazottai. 1830-ban 1095 családban éltek. Az évek során az Orosz Birodalomból menekült jobbágyok is csatlakoztak hozzájuk. 1992-ben leszármazottaik a hivatalos adatok szerint négyezren voltak, de maga a közösség szerint létszámuk 20 000 fő. A rusznyák néven is ismert népcsoport, hagyományos vadász-halász életmódot folytat.
Az első világháború után a bukovinai és besszarábiai ukránok a románosítási politika hatása alá kerültek. Az ukrán iskolákat és a legtöbb ukrán kulturális intézményt bezárták. A hivatalos nyelvhasználat magát az "ukránok" kifejezést is tiltotta, helyette olyan román állampolgárokról beszéltek, akik elfelejtették anyanyelvüket. Családnevüket románosítaniuk kellett.
Hivatalosan elismert nemzeti kisebbségként az ukránok egy hellyel rendelkeznek a román parlamentben. Képviselőjük 1990-től 2005-ben bekövetkezett haláláig Ștefan Tcaciuc volt; 2005-ben helyét Ștefan Buciuta vette át. A 2020-as országgyűlési választáson a Romániai Ukránok Szövetsége 5457 szavazatot szerzett.
Az országban a 2019/2020-as tanévben 64 ukrán oktatási nyelvű iskola, illetve ukrán anyanyelvet oktató iskola létezett. Ezekben 1519 tanuló ukrán oktatási nyelven tanult, 5897 tanuló pedig tantárgyként tanulta az ukrán nyelv és irodalmat.
1989 után jelentős számú ukrán állampolgár - diákok, vendégmunkások, üzletemberek, menekültek - vándorolt be Romániába. 2019 végén legalább 18 000 ukrán illetőségű személy élt Romániában, főleg az olyan nagyvárosokban, mint Bukarest, Kolozsvár és Temesvár.
A 2022-es Ukrajna elleni orosz invázió kezdete óta mintegy 600 000 ukrán menekült Romániába.

## Fordítás
- Ez a szócikk részben vagy egészben  az   Ukrainians of Romania című angol Wikipédia-szócikk ezen változatának fordításán alapul.  Az eredeti cikk szerkesztőit annak laptörténete sorolja fel. Ez a jelzés csupán a megfogalmazás eredetét és a szerzői jogokat jelzi, nem szolgál a cikkben szereplő információk forrásmegjelöléseként.